# Norte Cearense
Norte Cearense is een van de zeven mesoregio's van de Braziliaanse deelstaat Ceará. Zij grenst aan de Atlantische Oceaan in het oosten en noorden en de mesoregio's Metropolitana de Fortaleza in het centrale oosten, Noroeste Cearense in het westen, Sertões Cearenses in het zuiden en Jaguaribe in het zuidoosten. De mesoregio heeft een oppervlakte van ca. 21.059 km². Midden 2004 werd het inwoneraantal geschat op 941.050.
Acht microregio's behoren tot deze mesoregio:
- Baixo Curu
- Baturité
- Canindé
- Cascavel
- Chorozinho
- Itapipoca
- Médio Curu
- Uruburetama

Mesoregio's: Centro-Sul Cearense · Jaguaribe · Metropolitana de Fortaleza · Noroeste Cearense · Norte Cearense · Sertões Cearenses · Sul Cearense

Microregio's: Baixo Curu · Baixo Jaguaribe · Barro · Baturité · Brejo Santo · Canindé · Cariri · Caririaçu · Cascavel · Chapada do Araripe · Chorozinho · Coreaú · Fortaleza · Ibiapaba · Iguatu · Ipu · Itapipoca · Lavras da Mangabeira · Litoral de Aracati · Litoral de Camocim e Acaraú · Médio Curu · Médio Jaguaribe · Meruoca · Pacajus · Santa Quitéria · Serra do Pereiro · Sertão de Crateús · Sertão de Inhamuns · Sertão de Quixeramobim · Sertão de Senador Pompeu · Sobral · Uruburetama · Várzea Alegre